# Megischus
Megischus is een geslacht van insecten uit de orde vliesvleugeligen (Hymenoptera) en de familie kroonwespen (Stephanidae).

## Soorten
- Megischus anomalipes (Forster, 1855)
- Megischus aplicatus Hong, van Achterberg & Xu, 2010[2]
- Megischus chaoi van Achterberg, 2004[3]
- Megischus kuafu Ge & Tan, 2021[4]
- Megischus ptosimae Chao, 1964[5]